# Казанский театр юного зрителя
Казанский государственный театр юного зрителя (тат. Казан дәүләт яшь тамашачы театры) — один из старейших театров, занимающий достойное место на театральной карте России. Казанский ТЮЗ широко известен за пределами республики и является лауреатом Госпремии РФ, Республиканской премии им. М.Х.Салимжанова, номинантом и лауреатом премий «Золотая Маска», «Арлекин», лауреатом специальной премии Союза театральных деятелей РФ «За весомый вклад в развитие детского театра России», принимал участие в фестивалях имени А.П.Чехова, Ф.М. Достоевского, А.С. Пушкина, К. Тинчурина и многих других. Здесь работали знаменитые российские актеры - заслуженная артистка РФ и РТ Роза Хайруллина, народный артист РФ Владимир Ильин, режиссеры - лауреаты «Золотой Маски» и госпремии РФ Юрий Погребничко, Борис Цейтлин, заслуженный деятель искусств РФ и многократный лауреат «Золотой Маски» Дмитрий Черняков, здесь начал свою режиссерскую карьеру великий татарский режиссер Марсель Салимжанов.

## История театра

### 1930-е годы: "Ровесники" и "Винтовка", угроза закрытия и письмо пионеров в Москву
В 1932 году коллегия Татнаркомпроса приняла Постановление, в одном из пунктов которого значилось: «Форсировать организацию в Казани ТЮЗа». Он был организован в Центральном клубе пионеров, для которого передали помещение Дома еврейской культуры. 30 ноября 1932 года в газете «Красная Татария» появилось объявление: «Сегодня в помещении б. Дома еврейской культуры состоится открытие Центрального клуба пионеров. Будет поставлена пьеса «Ровесники» - первая работа вновь созданного театра юного зрителя». День этот – 30 ноября 1932 года – следует считать днём рождения Казанского ТЮЗа. Две постановки – «Ровесники» и «Винтовка» - завоевали казанскую детвору, пионеров, школьников. Первым художественным руководителем театра стал А. Ц. Бродецкий, который параллельно руководил Театром рабочей молодежи.
В 1933 году художественным руководителем театра был назначен Н. Кроль. Почти за год существования театра там побывали около 8 тыс. детей и около 2 тыс. взрослых, также ТЮЗ организовывал выездные спектакли. Летом 1934 года коллектив ТЮЗа впервые выехал на гастроли в Марий Эл. К концу 1934 года театр фактически прекратит своё существование из-за нехватки финансирования, дефицита профессионально подготовленных кадров и других проблем. Но казанские пионеры прослышали, что в 1935 году театр юного зрителя может и не открыться, поэтому в январе ребята написали письмо в Москву. В феврале 1935 последовало постановление Совнаркома РСФСР - руководству татарской автономии было предложено восстановить детский театр, что и было сделано к 15 сентября 1935 года. Директором и художественным руководителем вновь организуемого театра юного зрителя стал Андрей Юрьевич Вилинский-Боголюбов, который поставил 15 сентября пьесу «Разбойники». С 1935 по 1940 год театр фактически существовал без постоянного помещения, выступая на сцене Дома рабочего просвещения, Дома учителя, в рабочих клубах и крупных школах.

### 1940-е годы: новое здание, актеры из Сталинграда, Всесоюзный смотр детских театров
В 1940 году театру было передано помещение бывшего купеческого клуба, построенное в конце ХIХ – начале XX века. В годы Великой Отечественной войны в труппу театра были зачислены сотрудники Сталинградского ТЮЗа: художественный руководитель С. П. Силаев, художник А.А.Поздняков, балетмейстеры, зав.музыкальной частью, скрипач, бухгалтер, рабочие сцены, актеры Анна Павловна и Мария Павловна Неменко-Бабковские, Петр Афанасьевич Мулярчик, Борис Залманович Роскин, Дмитрий Андреевич Дросси, Феодосия Александровна Дембицкая, Анна Михайловна Пешкова, Сергей Михайлович Болтулов, Лидия Андреевна Тюрина, Антонина Попова и другие - всего 28 человек. Одновременно с труппой ТЮЗа в Казань была эвакуирована труппа Сталинградского областного театра оперетты, который проводил на сцене ТЮЗа «Вечера оперетты». В 1942 году состоялась премьера «Финист - Ясный Сокол» Николая Шестакова в постановке главного режиссера С.П.Силаева и премьера «Фронт» Вс.Соловьева. В 1944 году театр принял участие во Всероссийском смотре спектаклей русской классики, а в 1946 году на Всесоюзном смотре детских театров Казанский ТЮЗ был назван в числе лучших театров страны.

### 1950-е годы: популярность у зрителей, имя Ленинского комсомола, гастроли в Ленинград
1950-е годы можно считать творческим взлетом Казанского ТЮЗа. Именно в эти годы театр приобретает у казанского зрителя необычайную популярность и формируется крепкая профессиональная труппа, ядро которой составляют сталинградцы. Глубокое воспитательное значение многих спектаклей Казанского ТЮЗа многократно подчеркивалось в газетных статьях и рецензиях. 26 ноября 1955 года Указом Президиума Верховного Совета РСФСР Казанскому театру юного зрителя присвоено имя Ленинского комсомола. В 1958 году состоялись гастроли театра в Ленинград.

### 1960-е годы: Кремлёвский театр и Марсель Салимжанов
В 1960-е годы режиссеры Казанского ТЮЗа изменили творческие принципы детского театра – они отказались от навязанной театру роли приложения к школе. Рецензенты отмечали убедительность образного режиссерского решения, оригинальное оформление, глубоко волнующую лиричность спектаклей для молодежи. Летом 1959 года и зимой 1962 года Казанский ТЮЗ приезжал в Москву и играл на сцене Кремлёвского театра свои лучшие спектакли, которые были записаны Центральным телевидением.
В 1962 году в Казанский ТЮЗ пришел, а с 1964 по 1966 год занимал пост главного режиссера молодой Марсель Салимжанов – будущий великий татарский режиссер, народный артист СССР, лауреат Государственных премий России и Татарстана. В сезоне 1966-67 главным режиссером театра стал В.С.Голиков, который позднее возглавил Ленинградский театр комедии. При нем Казанский ТЮЗ стремился даже в постановках для самых маленьких не делать скидку на детскость, был ориентирован на серьезный разговор со зрителем, без обмана и дешевой игры.

### 1970-е годы: Григорьян, Верзуб, премия Министерства культуры СССР
С 1968 по 1973 год главным режиссером Казанского ТЮЗа был Феликс Григорьевич Григорьян. Среди тенденций его руководства – процесс «омоложения» репертуара и труппы, утверждение театра как режиссерского, новый язык общения со зрителем-подростком, плодотворная и разнообразная педагогическая работа по подготовке зрителя ко встрече с театром.
С 1974 по 1986 год творческий коллектив театра возглавлял Леонид Исаакович Верзуб. Театр в этот период выдвинулся в число лучших детских театров страны, здесь ставили талантливые и опытные режиссеры – А.П. Клоков, Е.М. Долгина и другие. Его спектакли «А Воробьев стекла не выбивал» (Ю.Я. Яковлев), «Сын полка» В.П. Катаев, «Пеппи Длинныйчулок» (А. Линдгрен) получили всесоюзное признание как лучшие спектакли для детей и подростков, были отмечены приказом министра культуры СССР, дипломами фестивалей. Спектакли Л.И. Верзуба отличались лиричностью, фантазией, жизнеутверждающей и светлой атмосферой. Театр стремился через конкретность поступков познать человека. Спектакль «Оборотень» (А. Кицберг) участвовал в нескольких фестивалях, получил премию Министерства культуры СССР. Театральными событиями стали спектакли «Остановите Малахова!», «С любимыми не расставайтесь» и «Сон в летнюю ночь». Над спектаклями «С любимыми не расставайтесь» и «Сон в летнюю ночь» работал известный художник Рашит Сафиуллин, который выступил художником-постановщиком фильма Андрея Тарковского «Сталкер». С 1977 года в театре проводились «Пушкинские вечера», которые подтолкнули городские власти к проведению праздников поэзии у памятника А.С. Пушкину.

### 1980-е годы: Малая сцена, премия комсомола Татарии
На рубеже 1970-80-х годов ТЮЗ много и успешно гастролирует по стране, принимает участие в фестивалях и смотрах, спектакли отмечаются дипломами и премиями. Репертуар театра был достаточно сбалансирован по отношению к разным возрастным группам, театр активно работал со зрителем, педагогика являлась неотъемлемой частью работы. В октябре 1982 года «За большую работу по коммунистическому воспитанию молодежи» театру присудили премию комсомола Татарии им. М.Джалиля. В сезоне 1982-83 в театре открывается Малая сцена со своим репертуаром, который пользовался устойчивым интересом у зрителя.

### 1990-е: Борис Цейтлин, Молодежный театр, «Золотая Маска»
В 1987 году к художественному руководству пришел Борис Ильич Цейтлин. Казанский ТЮЗ стал называться Казанским Молодежным театром и приобрел новое творческое лицо. За восемь сезонов Борис Ильич поставил 10 спектаклей, среди которых такие нашумевшие, как «Дракон», «Звезды на утреннем небе», «Погром», «Добрый человек из Сычуани», «Буря». В основном, спектакли этого периода были ориентированы на молодежную и взрослую аудиторию, были интересны и критике, и зрителю. В 1992 году за спектакль «Погром» по мотивам романа Б. Васильева «И был вечер, и было утро» Госпремии РФ были удостоены режиссер Борис Цейтлин, артистка Роза Хайруллина, художник Мария Рыбасова. Спектакль «Буря» в 1996 году был удостоен Российской национальной театральной премии «Золотая Маска», был показан в Москве, Петербурге, Магнитогорске, Челябинске и Хельсинки.
После пожара в 1995 году в театре успел поработать будущий многократный лауреат «Золотой Маски» Дмитрий Черняков – он поставил «Кентервильское привидение» О. Уайльда. В 1996 году художественным руководителем стал заслуженный артист ТАССР Владимир Аронович Фейгин. При нем был поставлен ставший легендарным для нескольких поколений зрителей спектакль «Продавец дождя» (Р.Нэш). В.А. Фейгин и Р.В. Ерыгин активно работают над постановками на Малой сцене.

### 2000-е: Цхвирава, Стоппард, Чигишев
К концу 2000 года реконструкция сцены, зрительного зала и зрительских фойе была в основном завершена. В 2001 году в театр пришел вновь назначенный главный режиссер Георгий Зурабович Цхвирава. Его задачей стало строительство интеллектуального театра, чему отвечали спектакли «Розенкранц и Гильденстерн мертвы» (Т.Стоппард, номинация на «Золотую Маску»), «Тойбеле и ее демон» (И.Башевич-Зингер), «Дядя Ваня», «В профиль и анфас» и другие. В 2005 году главным режиссером театра стал Владимир Борисович Чигишев, в поле интересов которого было исследование человеческой души. Этому отвечали спектакли «Оскар и Розовая мама», «Игроки», «Пигмалион», «Дикий» и другие. Театр пополнился множеством постановок для дошкольного и школьного детского возраста.

### 2010-е: Имамутдинов, Ван Гог, Набоков
В конце 2014 года главным режиссером Казанского ТЮЗа стал Туфан Рифович Имамутдинов - должность ему предложили почти сразу после постановки спектакля «Любовь людей» (Д. Богославский). Он видел путь развития театра в переориентации на интеллектуальные спектакли, экспериментальный, фестивальный репертуар, особенно в работе с классическим литературным материалом. Спектакль «Из глубины…» («Художник Винсент Ван Гог») получил четыре номинации на «Золотую Маску». Всего за пять лет работы в ТЮЗе Туфан Рифович поставил 10 спектаклей: «Любовь людей» (Д. Богославский), спектакль-коллаж «Война глазами детей. Фрагменты», «Джельсомино в Стране Лжецов» (Д. Родари), «Из глубины…» («Художник Винсент Ван Гог»), «Маленький принц» (А. де Сент-Экзюпери), «Страсти по Семену Семеновичу» (Н. Эрдман), «Нос» (Н. Гоголь), «Выстрел» (А. С. Пушкин), «Бал.Бесы» (Ф.М. Достоевский), «Зимняя сказка для взрослых» (М. Меркушин). Одним из своих главных достижений на посту главного режиссера Туфан Имамутдинов называл обновление труппы – он привел в театр целый костяк молодых выпускников театрального училища, которые и стали основными проводниками его идей в труппе. Один из таких выпускников, Ильнур Гарифуллин, даже поставил на сцене театра два спектакля: «Бывшие люди» (М. Горький) и «Приглашение на кАЗнь» (В. В. Набоков).

### 2020-е: Букаев, «Иваново детство»
В 2020 году главным режиссером театра стал Радион Тимурович Букаев, который поставил своей задачей создание семейного театра, спектакли которого побуждали бы родителей и детей к диалогу, обмену мнениями. Важным для Радиона Тимуровича также становится развитие театра в нетеатральных пространствах. В 2021 году состоялась премьера аудиоспектакля-променада «Ночной трамвай», действие которого происходит в реальном трамвае 5а, а зрители погружаются в историю через наушники. Этот опыт перенимают и в других городах – уже появились подобные спектакли в Омске и Калининграде. Следом в репертуаре театра появились спектакль в баре “Истина” “Счастливая Шарлотта”, а также прогулка-импровизация “Пешеходы”. Проект "ТЮЗ в городе" позволит расширить художественные и территориальные границы театра, будет способствовать увеличению зрительской аудитории и внедрению новых театральных форм.
В 2021 году в Казанском ТЮЗе по Федеральному партийному проекту «Культура малой Родины» состоялась премьера спектакля «Иваново детство» (В. Богомолов) в постановке неоднократного номинанта и дважды лауреата «Золотой Маски» Антона Фёдорова. Она должна была состояться к 75-летию Победы в Великой Отечественной войне, но из-за пандемии коронавируса была сдвинута на один год. Спектакль «Иваново детство» стал номинантом «Золотой Маски» в 5 номинациях, номинантом и лауреатом Российской национальной театральной премии «Арлекин», Большого детского фестиваля (приз от художественного руководителя фестиваля, народного артиста РФ С. Безрукова), был приглашен для участия во множестве фестивалей, включен в специальную программу Russian Case, адресованную иностранным гостям фестиваля «Золотая Маска».
В 2022 году спектакли «Тень» (Е.Шварц), режиссер Петр Шерешевский и «Здесь был Кай» (Е. Тимофеева), режиссер Артем Устинов вошли в лонг-лист Российской национальной театральной Премии «Золотая Маска». Спектакль «Здесь был Кай» стал участником офф-программы «Золотой Маски» «Детский Weekend».

## Текущий репертуар
- «Людмила и Руслан» размышление по мотивам творчества А.С. Пушкина
- «Книга силы» А. Лысяков по мотивам сказок Габдуллы Тукая
- «Ежики - маленькие мечтатели» А. Зиннатуллина
- «Шварц, человек, тень» Е.Л. Шварц
- «Пешеходы»
- «Счастливая Шарлотта» И. Васьковская
- «Здесь был Кай» Е. Тимофеева
- «Удивительный чердак» И. Васьковская
- «Тень» Е.Л. Шварц
- «Северное сияние» И. Васьковская
- «Юбилей ювелира» Н. МакОлифф
- «Ночной трамвай» З. Рутер
- «Папамамалогия» Г. Остер
- «Иваново детство» В.О. Богомолов
- «Зимняя сказка для взрослых» М. Меркушин
- «Nедоросль» Д. Фонвизин
- «Капитанская дочка», А. С. Пушкин
- «Нос» Н. В. Гоголь
- «Маленький принц» А.де Сент-Экзюпери
- «Свадьба с генералом» А. П. Чехов
- «Пигмалион, или История одного пари» Б. Шоу
- «Семья Романа» Василий Сигарев
- «Игроки» Н. В. Гоголь
- «Как по щучьему велению...» по мотивам русских народных сказок